# Piekło (województwo świętokrzyskie)
Piekło – wieś w Polsce położona w województwie świętokrzyskim, w powiecie koneckim, w gminie Końskie.
Wieś wchodzi w skład sołectwa Niebo.
W latach 1975–1998 miejscowość położona była w województwie kieleckim.
Wierni kościoła rzymskokatolickiego należą do parafii Matki Bożej Nieustającej Pomocy w Końskich.

## Położenie
Nieopodal wsi znajduje się zgrupowanie skał noszących nazwę Piekło Gatniki, zbudowanych z piaskowca jurajskiego, sięgających wysokości 5 m, ciągnących się pasmem o długości około 100 m. Miejscowość znajduje się na polanie w lasach koneckich.
Piekło jest punktem początkowym  czarnego szlaku rowerowego prowadzącego do Młynka Nieświńskiego.
Przez wieś przechodzi  niebieski szlak turystyczny z miejscowości Pogorzałe do Kuźniaków oraz  czerwony szlak rowerowy do Sielpii Wielkiej.
Historycznie miejscowość przynależy do Małopolski, a ściślej rzecz biorąc do ziemi sandomierskiej.

## Historia
Do 1830 r. miejscowość nosiła nazwę Iwasiów, istniały tu wówczas 3 karczmy z zajazdami. W 1827 r. wieś zamieszkiwało 27 osób w 4 domach, w 1880 r. było już 12 domów i 62 mieszkańców. Do I wojny światowej Piekło stanowiło ośrodek wyrobu gwoździ. Podczas II wojny światowej w trakcie obławy w 1940 r. mającej na celu ujęcie mjr Henryka Dobrzańskiego „Hubala”, oddział SS wymordował tu wszystkich mężczyzn.